# Fred Warmbold
Fred Charles Warmbold (nacido el 18 de septiembre de 1875, fallecido el 19 de agosto de 1926 en Saint Louis, Missouri) fue un luchador estadounidense que compitió en los Juegos Olímpicos de 1904 en Saint Louis.
Warmbold ganó la medalla de bronce olímpica en lucha libre en los Juegos Olímpicos de 1904 en Saint Louis. Se quedó en tercer lugar en la categoría de peso pesado, detrás de sus compatriotas Bernhuff Hansen y Frank Kungler. Había cinco participantes en la clase mayor peso, todos de los EE. UU..